# 薛坪镇
薛坪镇，是中华人民共和国湖北省襄阳市南漳县下辖的一个乡镇级行政单位。

## 行政区划
薛坪镇下辖以下地区：
薛家坪村、石桥村、古树垭村、杜冲村、张家沟村、陶沟村、顺流村、觅水洞村、栗林坪村、大石岜村、果坪村、韩家山村、普陀庵村、泉湾村、张铁沟村、孙家山村、火石观村、孙家湾村、黑河村、三景庄村、冥阳洞村、八里川村、曾家坪村、南冲村、秦家坪村、龙王冲村、张家坪村、徐坪村和寺冲村。